# Музей-квартира Леоніда Утьосова
Музей-квартира Леоніда Утьосова — музей-квартира в місті Одесі, присвячений життю та творчості співака та актора Леоніда Утьосова (1895—1982).
Відкритий 2 вересня 2015 ріку в будинку дитинства та юності Утьосова на вул. Утьосова, 11. У ньому представлені рідкісні особисті речі артиста, а також безліч архівних документів та фотографій. Експонати в музей потрапили переважно з колекції Едуарда Амчиславського, який заради відкриття спеціально приїхав до Одеси зі Сполучених Штатів Америки Америки. Значна частина архіву співака була збережена його племінницею Майєю Володимирівною Молодецькою, яка також була одним з ініціаторів відкриття музею. Реконструкцію будинку та двору, в якому виріс Л. Утьосів, зроблено на замовлення місцевої влади
.